# Exposición Nacional de Rosas de San Feliú de Llobregat

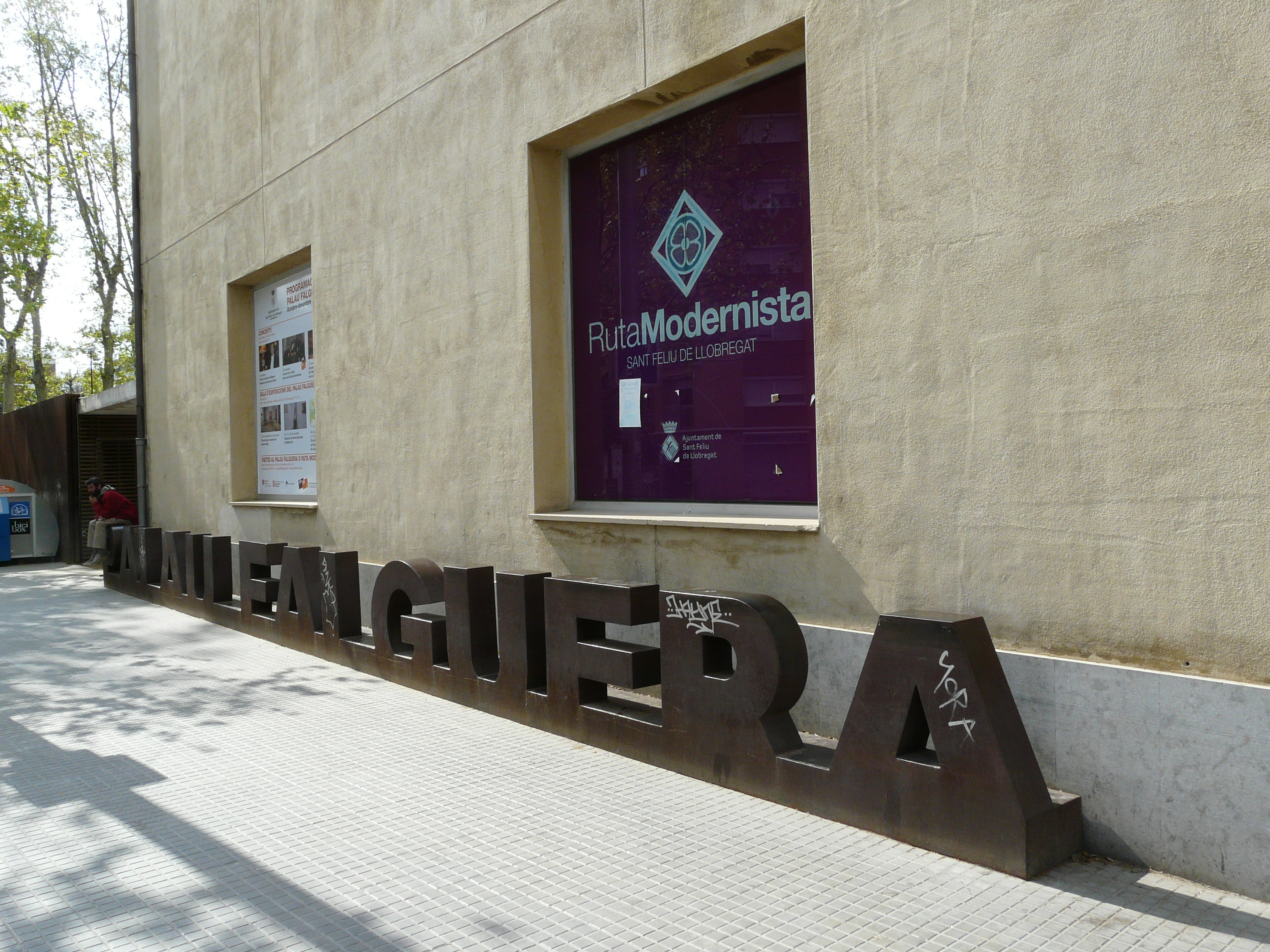
El Palau Falguera es la sede de la "Exposición Nacional de Rosas de San Feliú de Llobregat".

La Exposición Nacional de Rosas de San Feliú de Llobregat (en catalán: L’Exposició Nacional de Roses de Sant Feliu de Llobregat) es un evento de exposición de rosas y actividades relacionadas, que se organiza en la localidad catalana de San Feliú de Llobregat desde el año 1928 hasta nuestros días. 

## Historia
El hijo de la localidad de San Feliú de Llobregat, reconocido rosalista a escala mundial Pedro Dot ha sido el principal impulsor de la primera exposición de rosas celebrada en esta ciudad en 1928.
La Guerra Civil interrumpió la continuidad de las exposiciones de rosas hasta el año 1949, en que regresó a San Feliú y el Ayuntamiento la dotó de un piso, la Unión Coral. Durante aquella época, la Exposición mostró rosas de grandes rosalistas, como Dot, Camprubí o Torreblanca. Fue a partir de ese momento en el cual se inician los concursos para los aficionados. 

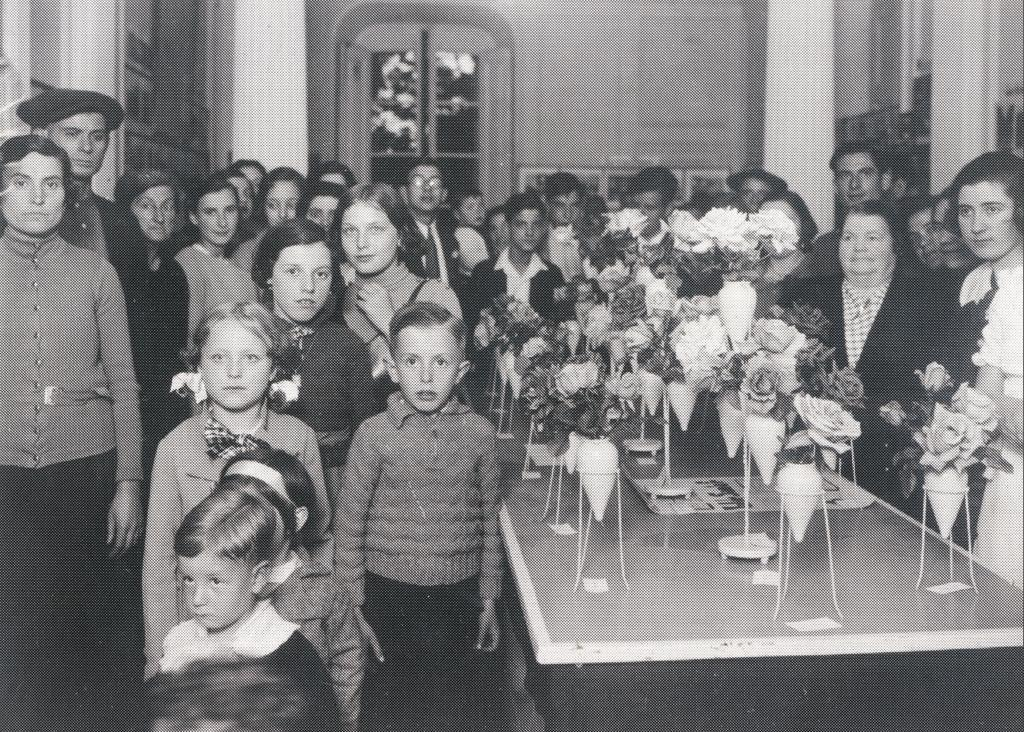
Exposición de rosas en Can Nadal, 1931, organizada por los Amigos de las artes y de las Letras.

En el año 1957 la exposición fue declarada Nacional y mantuvo su trayectoria histórica contando con el apoyo y la presencia de las importantes familias rosalísticas Dot y  Camprubí. Esta gran tradición ha hecho que se conozca Sant Feliu de Llobregat con el apodo de « “Ciutat de les Roses” » ("Ciudad de las Rosas"). 
Ligada con la tradición rosalística de la ciudad, la "Exposición Nacional de Rosas" ha sido siempre concebida como una actividad cultural. Además, desde 1996 se llevan a cabo, primero en la plaza de la Vila y actualmente en el Parque de Torreblanca la « “Festa del Roser” » "Fiesta del Rosal" un espacio de actividades que quiere ayudar a la promoción de la plantación y cultivo de rosales para todos los sanfeliuenses.
En 1995 la finca Palau Falguera, que actualmente la forman un palacio de 4000 m² y los jardines que la rodean, la adquirió el Ayuntamiento de San Feliú de Llobregat y rehabilitó el palacio. En su interior y alrededores desde el año 2006 es la sede de la "Exposición Nacional de Rosas de San Feliú de Llobregat", uniendo así dos de los símbolos más emblemáticos y representativos de San Feliú de Llobregat (el palacio y las rosas).
La Associació Amics de les Roses de Sant Feliu de Llobregat se constituyó el 23 de abril de 2003 en la sede del Palau Falguera y en el mes de mayo, coincidiendo con la celebración de la XLV Exposición Nacional de Rosas se dio a conocer como entidad plural y abierta a todas las personas que estiman y valoran  las rosas. Actuando como inestimables colaboradores en todas las actividades que realiza la Exposición Nacional. 
En su ubicación en el "Palau Falguera", la Exposición cuenta con un espacio total de 15.000 m², los montajes florales, exposiciones y actividades relacionadas se sitúan en diferentes espacios del recinto, tanto en el interior del Palacio como en sus jardines. 
De los jardines y zonas exteriores son de destacar los diseños florales sobre todo rosas y rosales en distintos rincones del parque como la cueva, las terrazas y sus accesos, así como las carpas climatizadas que se colocan en el jardín y terrazas, las exposiciones en los porches del Palacio u otros espacios exteriores, los talleres, conferencias y exhibiciones de arte floral, ikebana y bonsái que se realizan durante los días de la exposición, así como la zona destinada a la exposición y venta de productos artesanos que contienen esencia de rosas o que tienen la forma de esta flor, rosas, rosales, etc.